# 地质作用
地质作用是促使地表形态发生变化的作用。按照其能量来源，地质作用可分为外力作用和内力作用两种。
外力作用是来自地表以外的作用，主要有流水，冰川，海浪，潮汐，生物，风力等等形式。其能源主要来自于太阳能，但是地球重力作用下的地质作用也属于外力作用。
内力作用是来自地表以内的作用，主要有岩浆活动，板块运动，变质作用等等形式。其能源主要是地球内能，地球内能的积累和地球内部的放射性物质衰变有关。
外力作用对地表形态总体的效果是使之更平坦，而内力作用的总体效果是使地表更加不平坦。目前以地质作用主要以内力作用为主。